# Royal Antwerp Football Club
 (juin 2023).
Si vous disposez d'ouvrages ou d'articles de référence ou si vous connaissez des sites web de qualité traitant du thème abordé ici, merci de compléter l'article en donnant les références utiles à sa vérifiabilité et en les liant à la section « Notes et références ».
 (juin 2023).
- Si vous ne connaissez pas le sujet, laissez ce bandeau (vous pouvez alors contacter les auteurs).
- Si vous supprimez le contenu mis en cause (vous pouvez préalablement contacter les auteurs),

argumentez précisément cette suppression dans la page de discussion
(un manque de référence n'est pas un argument ; une recherche réelle de référence doit avoir été effectuée, être formellement documentée).
Ne pas confondre avec K Beerschot Antwerpen Club, un autre club anversois de football disparu en 2013.
Maillots
Actualités
Dernière mise à jour : 4 mars 2025.
Le Royal Antwerp Football Club, familièrement appelé l'Antwerp, est un club de football belge situé à Anvers. Fondé vers 1880, ce club est reconnu comme étant le plus ancien club de football belge, et porte à ce titre le matricule 1.
Le Royal Antwerp FC est un des dix clubs fondateurs de la Fédération belge de football et un des sept fondateurs du championnat de Belgique. Il est présent sans interruption en séries nationales depuis la saison 1901-1902.
Entre 1957 et 1994, le Royal Antwerp FC a disputé 55 rencontres européennes et joué une finale de Coupe d'Europe des vainqueurs de Coupe (C2).
Le club évolue lors de la saison 2023-2024 en Jupiler Pro League, premier niveau du football belge. C'est sa 121e saison en séries nationales et sa 104e parmi l'élite.

## Le club
Fondé en 1880, avec la dénomination Antwerp Athletic Club, le club fut l'un des dix cercles fondateurs, le 11 août 1895, de l'Union Belge des Sociétés de Sports Athlétiques UBSSA (qui prit le nom de Union Belge des Sociétés de Football Association (UBSFA) en 1912. Le club s'affilia le 1er septembre 1895 sous l'appellation Antwerp Football Club. Il fut reconnu Société Royale le 18 février 1920 et prit peu après son nom, depuis inchangé, de Royal Antwerp Football Club. Considéré comme le plus ancien club de l'histoire du football belge, le "RAFC" reçut, en décembre 1926, le numéro matricule 1. Le club de la bouillante métropole anversoise n'eut jamais une Histoire totalement paisible. Ainsi en 1900, la plupart des joueurs quittèrent le club pour rejoindre une nouvelle entité récemment créée et appelée Beerschot AC (futur numéro matricule 13). L'Antwerp connut aussi de nombreux litiges internes comme celui qui, en 1929 amena le club à se voir interdire de jouer dans son propre stade. Cela ne l'empêcha pas d'être sacré Champion de Belgique pour la 1re fois. Le Royal Antwerp Football Club est aussi le dernier club belge à avoir disputé une finale de Coupe d'Europe (la Coupe d'Europe des vainqueurs de coupes) en 1993. Il s'inclina (3-1) contre Parme AC au Stade de Wembley. Entre la saison 2004-2005 et la saison 2016-2017, le club joue en Division 2 belge. Lors de la saison 2017-2018, le club retrouve la Division 1A.
En Belgique, le Royal Antwerp Football Club est fréquemment surnommé le Great Old (le grand ancien) amplement mérité par son statut de plus ancien club encore en activités. Au "Plat Pays", ce surnom est aussi donné à d'autres clubs fort anciens, mais il est alors suivi d'un adjectif (par exemple, le Great Old wallon pour désigner le RFC Liège).

## Repères historiques
- 1880 - fondation en 1880 de ANTWERP ATHLETIC CLUB, société multisport dont les membres pratiquaient indifféremment le rugby, le cricket, le tennis et le football (sans section de football structurée)[3].
- 1887 - constitution en 1887, au sein de Antwerp Athletic Club, de ANTWERP FOOTBALL CLUB section de football structurée (avec Secrétaire et Trésorier); un premier Président y fut nommé en 1889[3].
- 1892 - 08/05/1892, création de la section football appelée ANTWERP FOOTBALL CLUB  au sein d'Antwerp Athletic Club.
- 1893 - création du Antwerp Cricket Football and Lawn-tennis club pour regrouper les activités qui se déroulent sur le même terrain de sports[3].
- 1894 : lors de la disparition de la pratique du Cricket à Anvers. La section Tennis rejoint Antwerp Football Club (elle en fait toujours partie aujourd'hui en 2006)[3].
- 1895 - 11/08/1895, Antwerp Football Club est l'un des dix membres-fondateurs de l'UBSSA (future URBSFA). Antwerp Football Club devint un des sept fondateurs du premier championnat (appelé Coupe des équipes premières ou Coupe de championnat) en 1895-1896[3].
- 1900 - AAntwerp Football Club loupe le titre de peu lors d'un test-match. La majorité de ses joueurs quittent le club pour rejoindre le Beerschot AC récemment créé. À la suite de cela, Antwerp Football Club renonce à prendre part au championnat 1900-1901. Cela reste la seule saison où Antwerp Football Club ne fut pas présent en "séries nationales" [4].
- 1920 - 26/01/1920, AAntwerp Football Club est reconnu société Royale et prend le nom de Royal Anstwerp Football Club, le 18/02/1920[3].
- 1926 - Royal Antwerp Football Club se voit attribuer le numéro matricule 1[3]. L'initiation et la mise en œuvre du système de matricule est généralement attribuée à Alfred Verdyck, ancien joueur qui cumula les fonctions d'entraîneur, de dirigeants de l'Antwerp et de secrétaire général de la fédération.
- 1928 - Royal Antwerp Football Club (1) change sa dénomination en L'Antwerp (1) (cette modification résulte d'un conflit au sein du club. Voir chapitre Histoire). .
- 1929 - 13/02/1929, abandon de l'appellation L'Antwerp (1) et reprise du nom officiel Royal Abtwerp Football Club  (1) le 13/02/1929[3].
- 1955 - Royal Antwerp Football Club remporte la Coupe de Belgique pour la première fois. Victoire en finale (4-0) contre Waterschei.
- 1957 - Royal Antwerp Football Club (1) est sacré champion de Belgique pour la 4e fois.
- 1968 - Royal Antwerp Football Club (1) est relégué en Division 2 pour la première fois. Le club venait de disputer sa 59e saison consécutive (sur 64 au total) parmi l'élite, qu'il retrouva deux saisons plus tard.
- 1992 - Royal Antwerp Football Club (1) remporte sa deuxième Coupe de Belgique. Victoire en finale (1-1 - tirs au but 9-8) contre KV Mechelen.
- 1993 - Royal Antwerp Football Club (1) atteint la finale de la Coupe d'Europe des vainqueurs de coupe (CE2). Il s'incline (3-1) contre Parme AC.
- 1998 - Royal Antwerp Football Club (1) est relégué en Division 2. Il remonta deux saisons plus tard.
- 2004 - Royal Antwerp Football Club (1) est relégué en Division 2.
- 2020 - Royal Antwerp Football Club (1) remporte sa troisième Coupe de Belgique. Victoire en finale (1-0) contre Club Bruges KV.
- 2023 - Royal Antwerp Football Club (1) remporte sa quatrième Coupe de Belgique. Victoire en finale (2-0) contre  le FC Malines et est sacré champion de Belgique pour la 5e fois.

### Anciens noms
- 1880 : Antwerp Cricket, Football & Lawn Tennis Club[5]
- 1886 : Anvers Cricket & Football Club
- 1894 : Anvers Football Club
- 1920 : Royal Antwerp Football Club

## Histoire

### Préambule
C'est vers 1880 que le club voit le jour sous l'appellation Antwerp Athletic Club. Les fondateurs sont des Anglais actifs dans les installations portuaires et dans diverses sociétés installées à proximité. Depuis plusieurs années, ces jeunes pratiquent différentes disciplines sportives, d'abord dans les zones sablonneuses du "Dock Nord", puis sur le Terrain de manœuvres (militaires) de Wilrijk. Initialement, le cricket, le tennis et l'athlétisme y sont structurés et pratiqués les mois d'été, mais pas le football de la manière dont nous l'imaginons de nos jours. À cette époque, le terme "football" englobe aussi bien ce que nous appelons le football que le rugby (les deux sports ont la même origine). Ces sports sont pratiqués l'hiver.
Les premières traces d'une gestion organisée de ce club dont nous disposons datent du début des années 1890. Des articles du périodique bruxellois "The Belgian News and Continental Advertiser" (publié en anglais) donnaient régulièrement des informations sur des rencontres amicales de football jouées par l'Antwerp Athletic Club.
En 1892, des membres de l'Antwerp Athletic Club se réunissent à la Taverne Alsacienn, un établissement de la Place Verte à Anvers et fondent une section de football (football-association). Ils lui donnent le nom d'Antwerp Football Club.

### Fondateur de la Fédération nationale
Parmi les membres de l'Antwerp Athletic Club, Harry Tremasure, H. Kufal et Alban Thornburn qui sont de jeunes stagiaires du monde du commerce et des chantiers navals influencent de jeunes Belges tels qu'Émile Van Migen, un grand amateur de courses cyclistes, Charles Pfeiffer, Charles Aerts, les frères Edmond et Arthur Theunis, Charles Kwanten et le futur champion d’athlétisme François Noojaer à rejoindre ou à participer aux activités du club.
À partir de 1889 d'autres clubs similaires voient le jour en Belgique ou créent une section football. C'est ainsi que le Daring CB suivi du Brugsche FC et du Racing CB en 1891, puis du FC Liégeois et le Brussels Football-Association Club en 1892 achèvent de lancer le football-association en Belgique.
L’Antwerp FC et le Daring CB entament de longues négociations à partir de novembre 1892. Il faut de nombreuses réunions, avec pas mal d'autres clubs qui se créaient au fil du temps, pour aboutir en 1895 à un accord : la création d’une Fédération nationale et d’un premier championnat. L’U.B.S.S.A. voit le jour en 1895 et la saison 1895-1896 fut la première officielle de ce nom. L’Antwerp FC en est le grand favori mais il se fait se coiffer par le FC Liégeois. Le Great Old mettra plus de trente ans avant d'enlever son premier sacre national. Le FC Liégeois et le Racing CB dominent les premières saisons suivis par deux autres clubs bruxellois : l'Union et le Daring.
À la même époque, vers 1895, alors que les premiers « Chairmen » ont été des Anglais, le poste de président revient à un Belge, le père Robyns, suivi par Oscar W. Molkau.

### Club à problèmes
De tous temps, l'Antwerp a connu des soucis internes importants. Dès sa première décennie d'existence, le club est troublé par des litiges au sein de sa direction. Le 8 avril 1900, un test match oppose à Louvain, le Racing CB à l’Antwerp pour l’attribution du titre, mais un auto-but d’un défenseur anversois offre le titre aux Bruxellois.
L'échec dans la course au titre de 1900 s'achève par le départ de nombreux joueurs (la plupart anglais) de l'Antwerp FC qui rejoignent le Beerschot Athletic Club nouvellement fondé. C'est le début d'une grande rivalité entre les deux entités.
Privé de joueurs, l'Antwerp FC renonce à participer à la saison 1900-1901. Cela reste sa seule saison d'absence des séries nationales belges.
En 1903, l'Antwerp FC est confronté à un autre souci. Il doit quitter le vélodrome de Zuremborg et décide de louer un terrain dans la Kruisstraat au Kiel. Assez mal installé, le club et sa direction vivent des moments difficiles. Le président Oscar Molkau ne veut pas partager la direction et démissionne. Cela n'arrange rien. Son successeur, un certain Nagels, tente de ramener tant bien que mal l'unité. Mais il renonce rapidement. François Verachtert accepte d'effectuer un intérim à la présidence. Malgré une situation interne délicate, l'Antwerp FC devient pour la première fois propriétaire de son stade dans la Broodstraat (toujours au Kiel).
En 1908, les élections internes portent à la présidence un jeune homme de 25 ans, Henri Elebaers. Ancien gardien de but de l'équipe première, Elebaers débutait une brillante carrière dans le secteur des assurances. Il ramène la sérénité et la stabilité au sein du club et de sa direction.
Du point de vue sportif, le club ne joue aucun rôle important jusqu’à la Première Guerre mondiale.

### Bosuil et Nouvelle crise interne
La médaille d'or remportée par l’équipe nationale belge lors des Jeux Olympiques d’Anvers en 1920 joue un rôle important pour tout le football belge mais surtout pour celui de la métropole anversoise. L'Antwerp FC se retrouve à l’étroit dans ses installations de la Broodstraat et cherche un nouveau stade. Le terrain du Kiel, où était bâti le stade olympique étant trop cher, le club élargit ses investigations. Une occasion se présente à Deurne où est mis en vente un terrain de 30 hectares à un endroit appelé Boschuil.
L'acquisition du terrain est à la base d'une nouvelle crise interne, une des plus importantes qu'ait connues le Great Old. À moins d’un franc le mètre carré, le club trouve une bonne affaire à réaliser. Cependant tout n’est pas résolu. Le site est dépourvu d’habitations à des kilomètres à la ronde ! Un nouveau conflit agite la direction du club dont le président Henri Elebaers et un nouvel homme fort : Alfred Verdyck ne souhaitent acheter que la surface nécessaire à la construction d’un stade. Les autres (dont principalement les financiers) voient l’aspect commercial et veulent acheter l’entièreté du site. Ces derniers ont comme ambition de réaliser des bénéfices commerciaux. Les statuts de la Fédération belge ne permettent pas un club de réaliser des actions commerciales ! Afin de conserver et d’attirer des investisseurs (pour avoir l’argent nécessaire pour construire un stade), il faut pouvoir contourner les restrictions réglementaires. Le président Elebaers démissionne. Alfred Verdyck assure la présidence en alternance avec Robert Heinz (à certains moments, ils la partagent). Finalement, pour une voix de majorité, il est décidé que seuls huit hectares seront achetés. Robert Heinz et quelques "durs", partisans du commercialisme, s'en vont. Le 6 janvier 1923, le Royal Antwerp FC devient une ASBL et Henri Elebaers retrouve le fauteuil de président. Mais le groupe perdant ne digère jamais son échec. Cinq ans plus tard, les désaccords repartent de plus belle.
Le stade du Bosuil est inauguré le 1er novembre 1923 à l'occasion d'un match amical Belgique-Angleterre (2-2). Il n'y a qu'un seul joueur de l'Antwerp dans l'équipe belge : l'attaquant Désiré Bastin.

### Champion sans stade
Le Royal Antwerp FC dispose du plus grand stade de Belgique (+ de 40 000 places) mais son parcours sportif reste fort moyen. Son grand rival du Beerschot remporte les titres 1923 puis termine dans le « ventre mou » ou en bas du classement.
Sportivement, la saison saison 1928-1929 est la meilleure du club de longue date. Malgré cela, le Royal Antwerp FC est de nouveau agité par une crise interne. Davantage intéressés par l'aspect financier que par le football, les propriétaires du stade prônèrent l'adoption d'un professionnalisme à l’anglaise alors que la direction du club de football souhaite conserver l’amateurisme (obligatoire selon les règlements fédéraux). Les litiges internes virent au schisme et l’Antwerp n'est plus autorisé à jouer au Bosuil ! Les dirigeants défenseurs de l'amateurisme constituent, sous la dénomination L'Antwerp, une équipe de jeunes joueurs (majoritairement juniors) qui joue ses matches à domicile sur les terrains rivaux du Beerschot et de Berchem Sport. L’étonnement est quasi général quand les jeunes joueurs de L'Antwerp forcent un test-match contre les Beerschotmen, pour l'attribution du titre. Au terme d'un match mémorable, sur le terrain du Racing de Malines, le Royal Antwerp Football Club triomphe de son rival anversois et conquiert son premier titre national. C'est à cette occasion que l'hymne du club "Rood en Wit, Liefdevolle Kleuren" (Rouge et Blanc, couleurs adorées) est écrit par Jos Lahou. Le sacre national ramène le calme au sein du club. Alfred Verdyck est à la base de la réconciliation et de la reprise de l'appellation officielle Royal Antwerp FC. La saison suivante, loupa son second titre d’affilée pour un petit point derrière le R. CS Brugeois mais fête une seconde couronne en 1931. Le Great Old est encore vice-champion en 1932 et 1933.

### Méthode hongroise et nouvelle crise
En avril 1934, le club engage l’ancien international hongrois Ignace Molnar comme entraîneur. Artiste du ballon, Molnar s’occupe dans un premier temps des Juniors. Le technicien magyar amène des méthodes « révolutionnaires ». Il n’hésite pas emmener ses joueurs au cinéma, manger tous ensemble au restaurant avec les épouses ou fiancées… Parmi la direction, certains lui reprochent un manque de schéma d’entraînement bien précis alors que ses partisans sont enchantés par un nouveau style de jeu spectaculaire et le grand nombre de buts marqués. Une « vision » hongroise telle que celle qui va changer l’image du football, une vingtaine d’années plus tard. Mais dans les années 1930, I. Molan est, involontairement, à la base de nouvelles dissensions au sein de la direction du Great Old.
Un début saison 1934-1935 manqué apporte de l’eau au moulin des adversaires de Molnar, accusé de ne voir que le football-spectacle ! Celui-ci s’affirme durant le second tour avec par exemple un succès 7-1 contre l’Union SG (triple champion en titre). Le Great Old empoche 23 des 26 points disponibles durant le second tour et remonte à la 5e place. Le club de la métropole a marqué 99 buts soit 37 de plus que les nouveaux champions du Daring CB. Malgré cela, la direction fait preuve d’une grande mauvaise foi. Elle remercie Molnar ! Ce fait ne reste évidemment pas sans conséquences.
Au début de la saison 1935-1936, un litige oppose direction et joueurs. Mais la cause ne provient pas de mauvais résultats. Les joueurs n’apprécient pas le style de jeu de leur nouvel entraîneur, l'Autrichien Victor Löwenfeld. Le football chatoyant de l’Antwerp a cédé la place à un jeu plus lent et plus stéréotypé. À la suite d'une sévère défaite 7-1 au Standard, la direction considère que les « pro-Molnar » portent la responsabilité de ce cuisant revers. Louis Somers, John Mortelmans, Flor Lambrechts et les frères Henri, Frans et Albert De Deken sont suspendus par leurs dirigeants. La rupture est consommée. Les « rebelles » quittent le club et créent les Antwerp Boys qu’ils affilient à la Vlaamse Voetbalbond, une fédération flamande de football indépendante de l’URBSFA. D’autres joueurs influents jettent l’éponge (Jan Geentiens, Pol Dua, Willy Ulens et Louis Deceuninck) et rejoignirent les Antwerp Boys. Ceux-ci alignent donc une équipe de grand niveau qui enlève quatre titres consécutifs !
Mais cette victoire de l’Autorité qui éloigne les rebelles, le Royal Antwerp FC la paye au prix fort. La perte de joueurs du talent des frères De Deken se fait lourdement sentir. De nos jours, la concertation prendrait rapidement le pas, mais à la fin des années 1930, l’esprit des dirigeants n’est pas à accepter la moindre rébellion. Pourtant tout le monde, n’accepte pas les vues paternalistes et « vieux jeu » de la direction du Great Old. Parmi les supporters, deux courants d’idées se soulèvent et deux clans se forment. Le Verbond der Antwerpsupporters qui regroupe les clubs de sympathisants depuis 1927 éclate. Un Aktiekomiteit der Antwerpsupporters (ancêtre de l’actuelle Federatie van Antwerp Supporters Clubs – FASC) voit le jour et critique régulièrement la direction du club.

### Les années de guerre
Fin août 1939, le gouvernement belge décrète la mobilisation générale. En septembre l’Allemagne nazie envahit la Pologne. La Seconde Guerre mondiale débute. L’Union belge ne laisse pas commencer la saison 1939-1940 avant le mois de novembre. La compétition est finalement arrêtée. Pour la saison 1940-1941, les Comités provinciaux et régionaux organisent des compétitions internes à leur province (championnats d'urgence ou championnats de guerre). Pour la saison 1941-1942, la Fédération belge est autorisée par les Allemands à disputer une compétition nationale. Pratiquement tous les clubs peuvent employer leurs installations et la plupart des joueurs ont été démobilisés bien que le pays soit toujours occupé. Mais les déplacements sont difficiles à organiser (manque de véhicules, peu de trains). Les équipes réunissent leurs joueurs à six heures du matin quand ce n’est pas à minuit. Dans certains cas, les équipes partent le samedi pour être certaines d’arriver à l’heure pour le match du dimanche ! En 1944, le Royal Antwerp FC enlève son 3e titre national. Les troupes alliées entrent en Belgique en septembre 1944. La libération du pays ne se fait pas sans heurts. La région d’Anvers est un point stratégique important avec le port et le canal Albert. De violents combats ont lieu. Le stade du Bosuil n'est pas épargné. La saison 1944-1945 est interrompue, après le déclenchement de la Bataille des Ardennes. La compétition officielle reprend avec la saison 1945-1946. Le Royal Antwerp FC défend son titre (celui de 1944) avec honneur mais s’incline de peu en, terminant deuxième derrière le FC Malinois.

### "Golden Fifties"
À l'aube des années 1950, le noyau de l’Antwerp a bien changé. Il ne reste plus beaucoup de joueurs de ceux qui furent sacrés en 1944. Le club se montre très actif sur le marché des transferts. De la Campine anversoise arrivent de jeunes talents: Jos Van Ginderen, Stan De Backker en Leon Wouters, qui vont s’avérer importants durant la nouvelle décennie. En 1953, l’Antwerp (comme beaucoup d’autres clubs belges) engage un entraîneur anglais. Harry Game veut utiliser des méthodes professionnelles. Des éléments toujours aux études sont victimes de ce choix. C'est le cas des talentueux Eddy Bertels et Eddy Wouters. Absents à plusieurs entraînements, ces garçons disputent moins de la moitié des rencontres avec les Réserves.
Durant deux saisons le Great Old fiat grise mine. L’année de son 75e anniversaire, le Royal Antwerp FC termine 4e en championnat mais remporte la Coupe de Belgique qui avait été relancée, en dominant (4-0) le THOR Waterschei en finale.
Lors de l’immédiat après-guerre un club s'est révélé : le SC Anderlechtois. Celui-ci remporte 7 titres en onze ans. Terminer le championnat devant le club bruxellois tient de l’exploit. Le club mauve et blanc a été un des premiers à adopter les méthodes professionnelles et dispose d’un noyau large. Chaque joueur a son remplaçant. Les autres clubs comprennent qu’il faut s’aligner au risque d’être rapidement largué sportivement.
Pour la saison 1956-1957, l’Antwerp ne fait pas des transferts sensationnels. De plus, le club a perdu deux joueurs. Eddy Wouters part étudier aux États-Unis (où il est champion avec une équipe de New York) alors que Jef Van der Linden se blesse plusieurs fois. Le gardien Figeys se blesse aussi et c'est le jeune Wim Coremans qui le supplée sous la barre. Ce gardien est la révélation de la saison. Il réalise de régulières prouesses et donne confiance à l’équipe. Anderlecht possède un noyau plus riche et plus étoffé, mais l’Antwerp se montre plus régulier. Le quatrième (et dernier à ce jour) titre du club est conquis avec six points d’avance.
Le Great Old effectue ses grands débuts européens lors de la saison 1957-1958. Champion de Belgique, le Royal Antwerp FC est particulièrement gâté puisque le sort lui confie l’honneur d’affronter le Real Madrid (double tenant du titre européen depuis 1956). Le 31 octobre 1957 reste donc une date historique pour le club. Plus de 55 000 personnes se pressent au stade du Bosuil. Plusieurs sociétés anversoises donnent un demi-jour de congé à leur personnel. L’Antwerp réalise un match extraordinaire contre le géant madrilène. Stan De Bakker fiat exploser le stade de bonheur quand il égalise à 1–1. Mené et finalement battu 1–2, le Great Old aurait mérité l’égalisation à 2-2, mais Santamaria utilise les grands moyens pour stopper Eddy Bertels, puis un boulet de Victor Vic Mees heurte la barre. Lors du retour à Chamartin, le 28 novembre 1957, l’Antwerp est laminé 6–0. Pour les supporters anversois, l’honneur est sauf. Lors de leurs débuts en Coupe européennes, les clubs belges redoutent de subir l’affront qu’avait concédé Anderlecht à Manchester en 1957, sur le score de… 10–0.
Selon le règlement actuel, le titre de la saison 1957-1958 serait attribué au matricule 1. Mais à cette époque, le critère de départage en cas d'égalité de points est "le plus petit nombre de défaites". Battu 5 fois, le Royal Antwerp FC doit laisser le titre au Royal Standard de Liège qui ne s'est incliné que quatre fois.
Avant la saison 1959-1960, le Royal Antwerp FC laisse partir ses vieux serviteurs : Stan De Bakker, Louis Verbruggen et Bob Maertens. On enregistre l’arrivée de Flor Bohez. La direction anversoise manque d’ambition par rapport à Anderlecht et au Standard qui se renforcent d’année en année.

### Tristes Sixties
Le club anversois ne veut pas combler les départs et les postes jugés plus faibles. Elle laisse la génération des années 1950 terminer sa carrière et mise sur les jeunes qu’elle forme. C'est une politique jugée "semi-professionnelle". D’autres clubs liégeois ou bruxellois qui s’y confinent aussi ne tiennent pas la distance. À moyen terme, le Royal Antwerp FC est obligé d’acheter, puis d’acheter encore pour continuer à jouer un rôle plus ou moins important. Le temps de la propre formation est révolu, plus question de se suffire à soi-même. Il faut chercher ailleurs ce que l’on ne possède pas. Il n'est plus possible de se contenter d’un noyau de 16 joueurs. Harry Game l’avait compris. L'entraîneur qui apporte le succès quitte le club et retourne en Grèce (au Panathinaïkos Athènes).
Lors de la saison 1964-1965, le matricule 1 se retrouve dans une situation catastrophique. Pas de système de jeu, pas de grand noyau, pas de perspectives d’avenir. Victor Mees qui termine sa carrière à 37 ans est jugé le meilleur élément ! L’Antwerp peine pour trouver un remplaçant. Huit joueurs différents sont essayés. Le club n’assure son maintien en Division 1 que lors de l’avant-dernière journée en battant Diest par 1-0.
La direction anversoise se réveille enfin et effectue des transferts pour 5 millions de FB (environ 700 000 euro actuels), ce qui est une fameuse somme à l'époque. Un des achats les plus importants est Urbain Segers, un attaquant rapide venu de La Gantoise. Au Lyra, on va chercher Willy Van Der Wee, un meneur de jeu courageux et travailleur. Mais le transfert le plus efficace est celui d’un jeune médian de 20 ans acheté au SK Beveren/Waas. Le garçon va réussir une brillante carrière belge mais aussi avec les Diables Rouges. Il s’agit de Wilfried van Moer.
Le Great Old fait revenir l’Anglais Harry Game comme entraîneur. Le club peut vivre une saison tranquille dans le ventre mou du classement loin de l’angoissante lutte pour le maintien de la saison précédente. C'est mieux mais encore bien éloigné du sommet. La direction pense le contraire et se contente de cette première campagne de transferts. La réalité est bien différente. Les grandes structures subissent des changements importants, le football professionnel s’apprête à se généraliser parmi l’élite belge ('même s'il faudra encore dix ans pour voir la Ligue professionnelle être créée) et la direction du matricule 1 ne prend pas le bon train. Alors qu’ailleurs les primes sont revues à la hausse, le Royal Antwerp FC ne changer rien. Les joueurs n’ont toujours pas d’entraînement durant la journée au contraire des autres grands clubs.
Tôt dans la saison 1967-1968, le noyau anversois est pénalisé par plusieurs blessures. L'entraîneur Game démissionne et est remplacé par Vic Mees. Mais celui-ci ne parvient pas à sortir son club de l’ornière. Pour la première fois de son histoire, le Royal Antwerp Football Club est relégué dans une division inférieure.
La relégation provoque une vague de contestation parmi les supporters. Des manifestations sont organisées aux portes du stade. Les groupes de supporters accusent l’immobilisme de la direction qu’ils estiment responsables de la descente. Une assemblée générale est convoquée le 20 juin 1968. Le professeur Fernand Collin s’estime responsable et démissionne de son poste de président. Il reconnaît avoir été partisan de la défense d’un sport amateur. Ce n'est pas un secret qu’il préfère « une école de formation pour les jeunes » à « la production d’un spectacle commercial ».
Un comité temporaire, dirigé par Jos Lahou (le compositeur de l'hymne du club) se met en place afin d’assurer l’avenir du plus ancien club du Royaume. Eddy Wauters, Julien Boydens, Rik Boogaerts, Marcel Florus et Louis Bastin font partie de ce comité d’urgence. Après de longues discussions, le 20 mars 1969, Eddy Wouters, qui avait refusé dans un premier temps, accepte le poste de président du Comité exécutif ("La plus grande erreur de ma vie", dira-t-il souvent par la suite). Le club entre dans une nouvelle ère qui va l’amener au professionnalisme.

### Un certain Guy Thys
La saison 1968-1969, la première de l’Antwerp en Division 2 est pénible, mais le but est atteint. Lors de la dernière journée, Berchem peut encore dépasser le Great Old pour être champion. Mais lorsque les supporters de l'Antwerp apprennent par la radio que les Jaunes et Noirs sont battus au R. CS Verviétois, ils envahissent la pelouse de Waterschei. L’arbitre Vital Loraux doit faire évacuer le terrain. Le match reprend et Karel Beyers égalise pour l’Antwerp dans une ambiance euphorique. Un second envahissement de terrain a lieu et monsieur Loraux arrête la partie un peu d'avance. L’Antwerp FC remonte en division 1.
Lors de la saison 1970-1971, une gaffe du Standard préserve l’Antwerp d’une nouvelle relégation. Les Rouches s’imposent (0-2) au Bosuil mais ils y ont aligné quatre joueurs étrangers. Le règlement de l’époque n’en autorise que trois. L’Antwerp dépose plainte et la Fédération lui donne raison. Elle octroie un succès (5-0) par forfait au Great Old. Le dossier en reste là car, malgré la perte des deux points, les Liégeois remportent le titre avec une longueur d'avance sur le Club Brugeois. Mais ce succès acquis sur le "tapis vert" est déterminant pour l'Antwerp qui grâce aux deux unités récupérées totalise 24 points en fin de parcours. L’Antwerp ne glane plus aucun point durant les derniers matches alors que le Sporting de Charleroi effectue une terrible remontée mais il échoue à 23 points. Sans la gaffe du Standard, l’Antwerp aurait été dépassé par les Zèbres et renvoyé en D2 !
La direction anversoise a alors la bonne idée d'engager Guy Thys comme entraîneur. À l'époque, l'ancien joueur du Beerschot et du Standard ést encore peu connu dans le giron des entraîneurs. Son principal fait d'armes est d'avoir fait monter Beveren parmi l'élite et d'y proposer un style de jeu chatoyant qui a valu au club waaslandien en surnom de "petit Anderlecht".
S'affirmant comme un fin psychologue (ce qu'il confirmera plus tard à la tête des Diables Rouges), Thys ramène le Royal Antwerp aux places d'honneurs. Dans l'effectif anversois, le maître à jouer est l'Autrichien Karl Kodat. Lors de la 1973-1974, le matricule 1 échoue en demi-finales de la Coupe de Belgique et termine vice-champion.
La saison suivante est la plus longue de l'histoire du championnat de Belgique. L'élite compte 20 clubs (record). L'URBSFA où la « Ligue professionnelle » vient d'être créée, faisant passer sa plus haute division de 16 à 18 formations. Cela se fait en trois temps étalés sur trois saisons: de 16 à 20 puis réduction à 19 et enfin à 18. En 1975, l'Antwerp, avec l'Autrichien Alfred Riedl, est à nouveau vice-champion et dispute la finale de la Coupe de Belgique contre Anderlecht. Meilleure équipe sur le terrain, le Great Old doit pourtant s'incliner sur un but d'André De Nul. Lors de cette saison, la publicité commerciale est autorisée pour la première fois sur les maillots. Le premier sponsor de l'Antwerp est la société « Bell » (télécommunications).
Le Royal Antwerp FC est cité comme un des grands favoris pour la saison saison 1975-1976. La direction du club a montré ses ambitions sur le marché des transferts en grossissant son noyau. Une des forces de cette équipe est son secteur offensif. Le début de compétition est impeccable. Le Great Old ne perd qu’un seul point lors des cinq premières parties. Karl Kodat réalise ainsi trois triplés en quatre matches. Aston Villa est éliminé au premier tour de la Coupe de l'UEFA par un Antwerp fantastique. Mais ensuite, la poisse s’abat sur le groupe. De nombreux joueurs sont mis sur la touche et pas par des petites lésions mais par des blessures nécessitant opération et/ou longue revalidation. Alfred Riedl perd six mois, Verlser, Houwaart (deux fois), Poels, Van Riel, Caers, De Raeve sont éloignés des terrains durant de longues semaines. Le Bosuil prend des allures d'hôpital. Quand un joueur revenait il était à court de rythme et ne rendait pas les services qu’il aurait pu sans son arrêt forcé. Guy Thys est obligé d’aligner trois à quatre juniors à plusieurs reprises ! Lorsque le second tour commence, l’Antwerp a dû abandonner ses belles prétentions et termine au milieu de classement.
Les supporters ne réalisent pas tout de suite les conséquences de cette saison catastrophique. Certains blessés ne sont pas encore rétablis pour entamer la saison suivante. Une nouvelle équipe doit être rebâtie. Guy Thys quitte le club à la suite de l'appel de la Fédération. il prend la succession de Raymond Goethals comme sélectionneur fédéral. L’Antwerp ne veut pas entraver la promotion qui est faite à son entraîneur. Jef Vliers devient l'entraîneur du Great Old. À la fin de la saison, Karl Kodat quitte le club après six saisons magnifiques. Une belle période se termine pour le Great Old. Fin 1976, Louis De Vries est engagé comme "directeur pour l’expansion et la promotion", avec comme mission de professionnaliser davantage le club. Mais on ne parle plus de football européen avant les années 1980.

### Premier Centenaire
1980 est l’année du centenaire pour le « plus vieux club belge », une grosse décennie avant les autres. Le club de la métropole revient vers le sommet de la hiérarchie nationale grâce à une politique axée sur les jeunes. Danny Bonne et Leo van der Elst sont internationaux dans les équipes de jeunes. L’Antwerp termine son année de jubilé seulement à la 13e place. Le signe est clair que les jeunes doivent être encadrés par des joueurs expérimentés. En vue de la saison 1980-1981, le Hongrois Sandor Müller (un milieu de terrain international du Vasas Budapest), surnommé le Professeur, arrive accompagné de Laszlo Fazekas un buteur hongrois connu internationalement. Ces deux joueurs ont déjà de trente-deux ans mais ils apportent l’expérience qui manque au groupe. Le club se sépare de son buteur Willy Geurts, transféré à Anderlecht. Dans le courant de la saison, le gardien Theo Custers réclame un plus gros contrat. Il quitte le club (pour l’Espanyol Barcelone) mais l’Antwerp réagit vite en engageant un Yougoslave expérimenté: Ratko Svilar. Le Great Old termine le championnat à la 9e place.
Pour la saison 1981-1982, le matricule 1 salue l’arrivée d’un jeune attaquant, aux origines polonaises, transféré du Sporting de Charleroi : Alexandre Czerniatynski. Ce jeune joueur est déjà international espoir et était surnommé la « merveille wallonne ». Il fut rapidement appelé chez les Diables Rouges où il aligne 10 sélections A avant d’être transféré à Anderlecht. L’Antwerp effectue une belle saison et termine 5e du classement. À l’époque cela donne accès à la Coupe d’Europe.
Au départ de la saison saison 1982-1983, Cziernia quitte donc le Great Old pour Anderlecht. Une offre des Bruxellois se refuse rarement qu’autant qu’ils ont généralement les moyens financiers avec eux. En échange de l’attaquant et d’une somme d’argent, l’Antwerp reçoit deux jeunes joueurs : l’Islandais Petur Petursson et Bart Cluytens. La peine des fans anversois s’atténue avec la percée d’un jeune joueur originaire de Merksem : Marc van der Linden qui est la révélation de cette saison. Les dirigeants anversois engagent un jeune joueur de 14 ans, venant de Westmalle : Francis Severeyns. L’entraîneur Dimitri Davidovic amène son équipe à la troisième place derrière les intouchables à 4 points du Standard et à 3 d'Anderlecht.

### Le juge Bellemans
À partir du début de l'année 1984, le football belge voit son ciel s'assombrir. La première décennie du football officiellement professionnel attire la curiosité des responsables... du fisc. Le fait que les clubs gèrent une « caisse noire » en parallèle de leur comptabilité officielle est un secret de polichinelle. Cette pratique est davantage une relique de l'ancien système d'avant l'officialisation du professionnalisme qu'une réelle volonté de frauder. Ces « caisses noires » servent la plupart du temps aux règlements des primes ou surprimes vis-à-vis des joueurs et donc d'augmenter leur motivation. Le juge Guido Bellemans vient mettre son nez d'enquêteur dans les papiers des clubs. Plusieurs (pour ne pas dire tous) subissent des « redressements fiscaux » à rembourser à l'État. Au Standard, le juge Bellemans trouve un carnet qui débouche sur le scandale de l'affaire Standard-Waterschei. À l'Antwerp, le magistrat demande mise en détention du président Eddy Wauters. Les activités de celui-ci dans les sommets du secteur bancaires ont soulevé des interrogations. Finalement, Eddy Wauters et d'autres dirigeants anversois sont totalement blanchis. Mais le monde du football belge est marqué par ces enquêtes et les suites ne se font pas attendre : le marché des transferts est particulièrement calme.
L'arrivée d'Arie Haan au poste d'entraîneur pour la saison 1984-1985 ramène l'espoir chez les supporters de l'Antwerp, mais le Néerlandais doit composer avec de nombreuses blessures qui pénalisent son groupe qui termine au milieu du tableau (7e). La saison suivante se déroule moins bien. Haan est remercié en décembre 1985. Léon Nollet lui succède et parvient à sauver le matricule 1 qui termine 9e. L'entame de la saison 1986-1987 est catastrophique. Le Great Old pointe à la dernière place après 13 rencontres avec seulement trois points acquis. Le président Eddy Wauters décide d'employer les grands moyens. Il licencie Nollet et le remplace par un entraîneur de renom : Georg Kessler.
« Sir » Georg réussit le sauvetage espéré. La saison suivante, l'Antwerp est sacré « champion d'Automne » après un premier tour de toute beauté qu'il termine invaincu. Après la trêve de confiseurs, le club met du temps à retrouver sa cadence initiale mais en fin de compétition, le club décroche tout de même une jolie 3e place, à égalité de points avec le FC Malines (mais avec un succès de moins), à deux longueurs seulement du Club Brugeois. Pour l'Antwerp, c'est synonyme de retour sur la scène européenne. Trois Anversois, Van der Linden, Plovie et Severeyns sont internationaux A. Pour la saison 1988-1989, Georg Kessler fait venir le jeune Hans-Peter Lehnhoff du FC Cologne. Le club reste ambitieux mais plusieurs projets tombent à l'eau faute de garanties financières suffisantes (comme le projet d'un stade flambant neuf dont une maquette fut exposée).

### Presque sur le toit de l'Europe
Avec le projet de stade, disparu aussi Georg Kessler, que la direction remplace par Dimitri Davidović. Après Cisse Severeyns (à Pise), le club laisse partir Marc Van der Linden (à Anderlecht). Ces départs sont compensés par le retour d'Alex Czerniatynski. Un « come-back » apprécié par les fans. Pendant la saison 1989-1990; le Royal Antwerp FC atteint les quarts de finale de la Coupe de l'UEFA. La campagne européenne débute, lors du premier tour, par le « Miracle Vitosha ». Après un partage (0-0) en Bulgarie, le Great Old semble en position avantageuse en accueillant le Vitosha Sofia, mais le déroulement du match retour calme les enthousiasmes. Les Bulgares prennent rapidement les devants. La situation se complique encore davantage lorsque le matricule 1 perd Francky Dekenne, blessé à une vingtaine de minutes de la fin. Les deux changements (le maximum autorisé à l'époque) ayant été effectués, l'Antwerp termine à dix. À une minute du terme, le Vitosha menait 1-3. L'arbitre autrichien, Monsieur Friedrich Kaupe ajouta 6 minutes à la suite du temps nécessaire à l'évacuation de Dekenne. À la dernière minute, Nico Claesen ramène la marque à 2-3. Puis durant ce que l'on n'appelle pas encore le « temps ajouté », le Great Old réussit un exploit rare: il marque son troisième but. Claesen égalise à la 92e et deux minutes plus tard, Raphaël Quaranta marque le but de la victoire et d'une qualification à laquelle plus personne ne croyait. Sur les antennes de la RTBF, Michel Lecomte en perd quasiment la voix. Cela n'empêche pas la performance des Anversois de faire le tour des télévisions. Le plus vieux club de Belgique a retrouvé une célébrité mondiale inattendue !
Stimulés par ce premier tour, l'Antwerp réussit deux autres grosses performances en éliminant Dundee United et le VfB Stuttgart. Le FC Cologne stoppe la belle aventure anversoise. En championnat, l'Antwerp termine 4e et fut à nouveau européen. Mais la campagne européenne suivante tourne court car le matricule 1 est éliminé dès le premier tour par les Hongrois de Ferencváros.
Le 14 mai 1991, le Royal Antwerp FC joue sa dernière rencontre (contre le club marocain d'IRT Tanger) dans un Bosuil ayant sa forme historique. Le lendemain, des grues et des bulldozers démolissent les gradins « places debout » derrière un des buts. Quatre mois plus tard, est inauguré l'Atriumcomplex avec 800 business-seats.
Durant la saison 1991-1992, sous la conduite de Walter Meeuws, l'équipe fanion acquiert une mentalité solidaire digne des trois mousquetaires (Tous pour Un et Un pour Tous). Avec un maître à jouer de génie nommé Frans van Rooij, la vitesse de Hans-Peter Lehnhoff, l'engagement de Rudi Smidts et le sens du but de Czerniatynski, l'Antwerp joue les premiers rôles et remporte sa deuxième Coupe de Belgique. Au terme d'une finale passionnante, les deux formations sont départagées aux tirs au but. Il faut 22 penalties pour désigner le vainqueur.

Finale de la Coupe d'Europe des vainqueurs de coupe 1993.

L'Antwerp dispute donc la Coupe des coupes lors de la saison 1992-1993. Le Great Old élimine successivement Glenavon FC, Admira Wacker, le Steaua Bucarest et le Spartak Moscou pour se qualifier pour la finale. Cela reste de nos jours la dernière finale européenne disputée par un club belge. Le 12 mai 1993, à Wembley, les Italiens de Parme sont un ton trop fort pour le vieux club anversois.
Urbain Haesaert succède à Meeuws mais le courant passe moins bien avec les supporters. Malgré le départ de Czernia, l'Antwerp FC obtient la 5e place du championnat. Mais le transfert de Hans-Peter Lehnhoff vers Leverkusen est difficile à combler. Avec une équipe jeune, l'Antwerp reçoit une punition en Coupe de l'UEFA contre Newcastle United qui aligne Philippe Albert et Andy Cole. Cette saison 1994-1995 est pénible et le club ne se sauve que de justesse, grâce surtout à l'insigne faiblesse du KV Ostende et du RC Liégeois.

### Retour des problèmes
Afin d'essayer de faire oublier les deux dernières saisons faiblardes, le Président Eddy Wauters fait revenir un ancien de la maison, László Fazekas qui amène deux éléments expérimentés, les Serbes Ranko Stojic et Cvijan Milosevic. Mais cette saison est marquée par le retour des litiges et des polémiques autour du Bosuil. Début août 1995, la Bourgmestre d'Anvers Madame Detiège décrète la fermeture de la Tribune II pour des raisons de sécurité. La rencontre face au K. FC Germinal Ekeren est remise. Les controverses concernant le stade surviennent alors que la Ville d'Anvers est encore candidate pour accueillir l'Euro 2000 et donc que la recherche d'un site pour accueillir le futur "Eurostadion 2000" n'est pas close. Le 16 janvier 1996, la Ville annonce qu'elle retire (temporairement) sa candidature. L'enveloppe de 250 millions de francs belges prévue par la Région Flamande passe finalement sous le nez des Anversois, car la Fédération belge décide de rénover l'Olympia Park de Bruges. Après ce début de saison cafouillé, le Royal Antwerp FC ne joue aucun rôle concret en championnat. Il atteint les demi-finales de la Coupe, mais après un net revers (0-3) à domicile au match aller contre le Cercle de Bruges, László Fazekas démissionne.
Durant l'été 1996, Eddy Wauters devient président de la Ligue professionnelle. Six mois après l'Arrêt Bosman, les clubs professionnels belges commencent à prendre conscience des difficultés financières qui les attendent. Une situation pour laquelle le président anversois a plusieurs fois tiré la sonnette d'alarme mais sans être entendu. La Fédération belge et sa Ligue pro n'ont jamais voulu donner raison (ou trouver un compromis) avec le joueur Jean-Marc Bosman en litige avec le RC Liégeois. La direction de l'Antwerp fait revenir Georg Kessler dans la fonction de manager général. L'entraîneur allemand reçoit des renforts, mais la saison débute par une gifle : l'élimination rapide de la Coupe des œuvres du K. RC Heinis Gent. Les querelles autour de l'Eurostadium au Bosuil dominent constamment l'actualité. En septembre 1996, le Bosuil est une nouvelle fois fermé (pour une courte période) après qu'un grillage se soit effondré pendant une rencontre face à Anderlecht.
Le Royal Antwerp FC termine la saison à une 6e place logique et remporte un match de prestige face au Club Brugeois. Un résultat qui coûte le titre aux Bleus et Noirs et l'offre au Lierse. Mais durant cette partie, de sérieux troubles surviennent. Le Stade du Bosuil est à nouveau fermé, cette fois jusqu'au 1er novembre 1997. Le Royal Antwerp FC doit disputer en déplacement les sept premiers matches de la saison 1997-1998. Georg Kessler reste en fonction jusqu'en mars 1998 puis se retire. Son assistant Ratko Svilar lui succède. Mais le changement d'entraîneur n'a pas l'effet escompté. Pour la 2e fois de son histoire, l'Antwerp est relégué en Division 2.
Depuis le 9 février 1998, la démolition de la deuxième tribune « places debout » derrière l'autre but a débuté. Les tractations en vue de la construction d'un nouveau stade ou la totale rénovation du Bosuil se heurtent à un nouveau refus des autorités. La pose d'un toit ou tout autre aménagement sont refusés. Les responsables politiques et commerciaux ne veulent pas faire du vénérable Bosuil un concurrent pour le « Sport Paleis », qui est en partie la propriété de la Province d'Anvers.

### Accords avec Manchester United
C'est donc dans un stade sans tribunes derrière les buts (vide du côté « Merksem » et les Business du côté « Point Vert ») que l'Antwerp débute en Division 2. Et aucun projet de construction n'a abouti. Sportivement, un signal d'espoir est donné. Le matricule 1 signe des accords de collaboration avec Manchester United. Regi Van Acker devient le nouvel entraîneur. La saison 1998-1999 commence avec quinze matches sans défaite. Par la suite, l'équipe plafonne quelque peu et perd son meilleur buteur (Pivaljevic) victime d'une fracture du bras. L'Antwerp laisse filer le titre au FC Malines. Durant le tour final, des bagarres éclatent lorsque KV Turnhout avec Patrick Goots vient s'imposer au Bosuilstadion. Interdit de stade, l'Antwerp doit « recevoir », sans public, La Louvière sur le terrain du Rita Berlaar. Les Loups marquent durant le temps ajouté. L'arbitre Amand Ancion qui n'a pas sifflé un hors-jeu du buteur est pris à partie par les joueurs anglais Higginbotham et Wallwork. Les deux sont suspendus avec effet immédiat. L'Antwerp gagne sa dernière rencontre (6-0) contre Geel, mais cela n'empêche pas le club campinois d'être promu.
Lors de la saison 1999-2000, le Royal Antwerp FC reçoit le soutien d'un nouveau sponsor : la société d'investissements « Overend Gurney & Co 1871 » (OGC 1871) et son jeune administrateur Albert Pans. La somme de 1 milliard 800 millions de francs belges est projetée pour le stade et l'équipe A. Pans verse un acompte de 70 millions qui renforce l'équipe avec des joueurs comme Patrick Goots, Marc Van Britsom, Stefan Leleu et un jeune ailier prêté par Manchester United, Luke Chadwick. L'Antwerp FC enlève le titre de D2 avec 21 points d'avance sur Ostende.

### L'affaire Pans et les millions du Lotto
Aux côtés des succès sportifs, une autre affaire alimente la chronique de l'Antwerp durant la saison 1999-2000. C'est le « dossier Pans ». Le 13 août 1999, seulement quelques mois après sa présentation officielle comme nouveau sponsor du club, Albert Pans est arrêté sous l'inculpation d'abus de confiance et de blanchiment d'argent. L'homme d'affaires reste en prison jusqu'au 22 octobre 1999. Dans la presse de nombreuses élucubrations sont publiées concernant le sponsoring de l'Antwerp. Un fait raconté concerne de faux documents, trouvés dans un casier de consigne de la gare centrale d'Anvers selon lesquels « le Royal Antwerp FC va fusionner en 2000 avec la société de Pans. » L'homme essaye de devenir sponsor des « pom-pom girls » du club afin de se rapprocher à nouveau du matricule 1. Lors du déplacement à Maasland, les supporters lui font clairement comprendre qu'ils se sont lassés du personnage et de ses attitudes. Recherché par la police, Pans disparaît de la circulation.
Au début de l'année 2000, il est question d'une somme de 75 millions de francs belges provenant de la Loterie Nationale en soutien au sport d'élite en complément des 250 millions promis par le Gouvernement belge (à l'époque dirigé par Jean-Luc Dehaene) pour la construction de l'Eurostadion 2000. Mais vu que le 24 avril 1998, le Comité d'Organisation de l'Euro 2000 a enregistré le retrait de la Ville d'Anvers comme ville-hôtesse, ces 250 000 000 sont définitivement perdu. L'argent de la Loterie reste disponible et à la fin de l'année 1999, la Ville d'Anvers décide de construire un « hall of fame » dans le « Stade communal » (en fait le stade du Kiel) où entre-temps s'est installé le Germinal. Le ministre des Entreprises publiques s'y oppose. Vu que l'Eurostadion 2000 ne sera pas construit, l'argent, selon lui, doit être réparti entre les clubs. Finalement, l'Echevin des Sports de la Ville d'Anvers, Gilbert Verstraelen décide que le « hall of fame » hébergeant un « musée olympique » ne verra pas le jour, et il fait aménager des confortables bureaux et un café à thèmes pour le Germinal, désormais Germinal Beerschot.

### Bref retour en Division 1
Sous la conduite de Regi Van Acker, la saison 2000-2001 se déroule sans soucis sportifs grâce aux arrivées du Coréen Seol Ki-Hyeon, de Tony Sergeant, de Bernt Evens et sans doute du meilleur des joueurs prêtés par Manchester United depuis la conclusion des accords entre les clubs, John O'Shea. L'Antwerp termine à la 12e place, loin des places descendantes. Pour la saison suivante, Wim De Coninck reprend le poste d'entraîneur. L'ancien gardien de but se retrouve rapidement en désaccord avec certains de ses joueurs. À la mi-parcours, le Royal Antwerp est reléguable. Le 6 février 2002 Henk Houwaart succède à De Coninck et parvient à maintenir le club à l'écart des deux relégués (Alost et Beveren). Pour la saison saison 2002-2003, Houwaart amène son équipe sans trop de soucis à la 12e place. Pour la première fois, le Royal Antwerp FC termine la saison devant le Germinal Beerschot.

### Nouvelle dégradation
René Desayere devient le nouvel entraîneur pour la saison 2003-2004. Avec le retour de Darko Pivaljević, le club affiche l'ambition de figurer plus haut dans le classement mais cela ne se passe pas comme espéré. Pivaljević n'est plus le "King Darko" apprécié précédemment par les supporters. Il se blesse rapidement et le club commence très mal la saison en perdant, entre autres, ses trois premières rencontres à domicile. Desayere paye la note dès le mois d'octobre et cède sa place à Dojčin Perazić. Surnommé le "chauffeur de taxi", par la presse, le nouvel entraîneur qui manque de références, fait illusion avec un succès d'emblée au Lierse. Mais lors des sept rencontres suivantes, l'équipe ne marque que 2 points. Un deuxième changement d'entraîneur intervient. Marc Grosjean est appelé à sauver le club en périlleuse posture. Le 4 février 2004, l'Antwerp présente un nouveau joueur prêté par Manchester United, un jeune Chinois de 19 ans, Dong Fangzhuo. Avec trois victoires de suite, le matricule 1 sembla sur la bonne voie pour se maintenir, mais le 8 mai 2004, il s'incline à domicile (1-2) contre Saint-Trond. Bloqué à 27 points, il est mathématiquement certain de quitter l'élite pour la 3e fois.

### Espoir de retrouver l'élite et menaces
Depuis 2004, le Royal Antwerp FC participe quatre fois au tour final de Division 2, mais ne parvient pas à décrocher l'accessit le ramenant parmi la plus haute division belge. Le matricule 1 fête ses 125e et 130e anniversaires dans l'antichambre de l'élite.
Cependant, il est dit que le Great Old n'aura jamais une vie sereine. Une nouvelle menace plane sur le club sous la forme d'une réclamation de la "Famille Collin" qui lui réclame plus de 4 millions d'euros. Une somme astronomique pour l'Antwerp, dans sa situation actuelle. Un désaccord entre le président Eddy Wauters et la famille Collin met le feu aux poudres en début d'année 2010. En fin de saison 2009-2010, la recette du match contre Tirlemont est saisie. Simultanément, un autre ancien mécène, Tony Gram, réclame aussi son dû. Depuis quelques mois, plus rien de neuf n'est publié mais la justice doit encore se prononcer. Financièrement, le Royal Antwerp FC reste en sursis.
Lors de la saison 2015-2016 de deuxième division, le Royal Antwerp FC joue enfin la tête du championnat et peut donc rêver au retour parmi l'élite. Cependant, le 19 mars 2016, la commission arbitrale de l'Union belge condamne le club anversois à honorer ses dettes vis-à-vis de son ancien président, Eddy Wauters. Ces dettes sont de 4,9 millions d'euros et le club dispose d'un mois pour payer cette somme. Faute de quoi, la licence ne serait pas octroyée.

### Retour en D1 après 13 ans d'absence
Le club anversois remonte en division 1 après sa victoire contre le KSV Roulers le 11 mars 2017, 13 ans après sa dernière présence parmi l'élite.
Pour sa saison de retour parmi l'élite, l'Antwerp entrainé par László Bölöni termine la phase régulière du championnat de Belgique 2017-2018 à la 8e place, le qualifiant pour les play-offs 2 où les résultats ne sont pas probants. Le club poursuit son ascension en se classant sixième de la phase régulière du championnat de Belgique 2018-2019 lui permettant de disputer les play-offs 1 pour la première fois de son histoire. À l'issue de ces play-offs 1, les Anversois se hissent à la quatrième place synonyme de barrage avec le vainqueur des play-offs 2. L'Antwerp bat le Sporting Charleroi 3 buts à 2 et obtient son billet pour le troisième tour de qualification de la Ligue Europa 2019-2020, un retour en coupe d'Europe après 25 années d'absence. L'Antwerp y élimine les Tchèques du FC Viktoria Plzeň avant d'être sorti en barrages par les Néerlandais de l'AZ Alkmaar.

### Coupe de Belgique en 2020
Le championnat de Belgique 2019-2020 est interrompu après 29 rencontres pour cause de Covid-19. Les Anversois sont alors classés à la 4e place. Ils remportent leur troisième coupe de Belgique en 2020 en battant en finale le Club Bruges 1-0 (but de Lior Refaelov), ce qui les qualifie pour directement pour la phase de groupes de la Ligue Europa 2020-2021. Versés dans la poule J avec les Anglais de Tottenham, les Autrichiens de LASK et les Bulgares de Ludogorets, ils terminent deuxième de ce groupe réalisant entre autres une victoire à domicile 1-0 contre Tottenham (but de Lior Refaelov) et se qualifient pour le tour suivant. Toutefois, en seizièmes de finale, l'Antwerp est sorti sur une double défaite par les Écossais des Rangers.
Pour entamer le championnat de Belgique 2020-2021, l'entraineur László Bölöni est remplacé après trois saisons par Ivan Leko qui rompt son contrat à la fin de décembre 2020 pour signer au Shanghai SIPG, en Chine. Franky Vercauteren prend alors le relais jusqu'à la fin de la saison. L'Antwerp termine la phase régulière du championnat de Belgique à la 2e place loin derrière le Club Bruges, le qualifiant pour les play-offs 1 où le club perd une place qui qualifie l'équipe pour les barrages de la Ligue Europa 2021-2022.
Pour le championnat de Belgique 2021-2022, l'Antwerp engage l'entraineur danois Brian Priske. Les Anversois éliminent les Chypriotes d'Omónia Nicosie au tir aux buts lors des barrages de la Ligue Europa 2021-2022. La suite en Ligue Europa est moins glorieuse, l'Antwerp terminant dernière d'une poule relevée comprenant les Allemands de l'Eintracht Francfort, les Grecs de l'Olympiakós et les Turcs de Fenerbahçe. En championnat, le Great Old se classe quatrième à l'issue de la phase régulière et conserve cette place après les play-offs 1 se qualifiant pour le deuxième tour de qualification de la Ligue Europa Conférence 2022-2023.

### Doublé championnat-coupe en 2023
Le Néerlandais Mark van Bommel est le nouvel entraineur du club. Le défenseur des Diables rouges Toby Alderweireld débarque à Anvers. En Ligue Europa Conférence 2022-2023, l'Antwerp passe deux tours de qualification en éliminant le club kosovar de KF Drita puis les Norvégiens de Lillestrøm SK mais est éliminé en barrages par les Turcs d'İstanbul Başakşehir FK. L'Antwerp réalise le premier doublé de l'histoire du club en remportant d'abord la coupe de Belgique face au KV Malines sur le score de 2-0 (buts de Vincent Janssen et de Michel-Ange Balikwisha, entré au jeu), avant de faire un match nul (2-2) suffisant mais nécessaire au KRC Genk en fin de match (but égalisateur de Toby Alderweireld) lors de la dernière journée des play-offs 1 pour offrir au club un titre attendu depuis 66 ans. Mark van Bommel est élu entraîneur de la saison le 5 juin 2023. Les onze joueurs de base de la finale de la coupe de Belgique 2023 sont : Jean Butez, Ritchie De Laet, Toby Alderweireld, Willian Pacho, Jelle Bataille, Arbnor Muja, Gyrano Kerk, Arthur Vermeeren, Calvin Stengs, Jurgen Ekkelenkamp et Vincent Janssen et l'équipe de base championne lors du dernier match à Genk reprend les mêmes joueurs avec Gastón Ávila, Michel-Ange Balikwisha et Mandela Keita à place de Muja, De Laet et Stengs.
Pour la saison 2023-2024, l'Old Club recrute principalement le jeune attaquant et espoir français George Ilenikhena, le défenseur français Soumaïla Coulibaly, en prêt du Borussia Dortmund, et l'ailier suédois Jacob Ondrejka mais se sépare de Willian Pacho à destination de l'Eintracht Francfort et de Gastón Ávila parti à l'Ajax Amsterdam pour 12,5 millions d'euros. Le 23 juillet 2023, l'Antwerp remporte sa première Supercoupe de Belgique (son troisième trophée en moins de trois mois) contre le KV Malines après une séance de tirs au but gagnée 5 à 4, le score après les prolongations étant 1-1. L'équipe franchit les barrages de la Ligue des champions en battant deux fois l'AEK Athènes (1-0 et 1-2) et accède pour la première fois de son histoire à la phase de groupes où elle affronte dans la poule H le FC Barcelone, le FC Porto et le Chakhtar Donetsk.

## Palmarès
| Compétitions officielles | Compétitions internationales                                  |
| - Championnat de Belgique (5) : - Champion : 1929, 1931, 1944, 1957 et 2023. - Vice-champion : 1896, 1925, 1930, 1932, 1933, 1946, 1956, 1958, 1963, 1974, 1975 - Coupe de Belgique (4) : - Vainqueur : 1955, 1992, 2020 et 2023 - Finaliste : 1975 et 2024 - Supercoupe de Belgique (1) : - Vainqueur : 2023 - Finaliste : 1992. - Championnat de Belgique de D2 (2) : - Champion : 2000 et 2017. - Vice-champion : 1970 | - Coupe d'Europe des vainqueurs de coupe : - Finaliste : 1993 |

## Résultats en séries nationales
Le Royal Antwerp Football Club n'a connu que deux divisions: la plus haute, sous toutes ses différentes appellations et le 2e niveau. À l'exception de la saison 1900-1901, le club a toujours évolué dans une série nationale belge, soit 113 saisons sur 114 disputées.

### Bilan
Statistiques mises à jour le 26 février 2025 (saison 2024-2025)
| Niv | Divisions     | Jouées | Titres | TM Up | TM Down |
| --- | ------------- | ------ | ------ | ----- | ------- |
| I   | 1re nationale | 104    | 5      | 1     |         |
| II  | 2e nationale  | 17     | 2      | 6     |         |
| III | 3e nationale  | 0      | 0      |       |         |
| IV  | 4e nationale  | 0      | 0      |       |         |
| V   | 5e nationale  | 0      | 0      |       |         |
|     |               |        |        |       |         |
|     | TOTAUX        | 121    | 7      | 7     | 0       |

- TM Up : test-match pour départager des égalités, ou toutes formes de Barrages ou de Tour final pour une montée éventuelle.
- TM Down : test-match pour départager des égalités, ou toutes formes de Barrages ou de Tour final pour le maintien.

## Parcours européens

### Bilan général
|     | Epreuves                           | Part | Cups | Fin | J  | V  | N  | D  | bm | br | "PTS" | Prol | TaB |
| --- | ---------------------------------- | ---- | ---- | --- | -- | -- | -- | -- | -- | -- | ----- | ---- | --- |
| CE1 | CE des Clubs champions (56-91)     | 1    | 0    | 0   | 2  | 0  | 0  | 2  | 1  | 8  | 0     | 0    | 0   |
| CE1 | Ligue des champions                | 1    | 0    | 0   | 6  | 1  | 0  | 5  | 6  | 17 | 3     | 0    | 0   |
| CE2 | CE des Vainqueurs de Coupe         | 1    | 0    | 1   | 9  | 2  | 4  | 3  | 14 | 14 | 10    | 2    | 1   |
| CE3 | Coupe des Villes de Foires (55-71) | 4    | 0    | 0   | 14 | 6  | 2  | 6  | 14 | 21 | 20    | 0    | 0   |
| CE3 | Coupe de l'UEFA (72-2009)          | 8    | 0    | 0   | 30 | 10 | 7  | 13 | 45 | 48 | 37    | 0    | 0   |
| CE3 | Ligue Europa                       | 1    | 0    | 0   | 2  | 2  | 0  | 0  | 3  | 1  | 6     | 0    | 0   |
|     | TOTAUX                             | 15   | 0    | 1   | 57 | 20 | 13 | 24 | 77 | 92 | 73    | 2    | 1   |

- Part= Nombre de participations.
- Cups= Trophées remportés.
- Fin= Nombre de finales jouées.
- J/V/N/D= matches joués, victoires, nuls, défaites.
- bm/br= Buts marqués - Buts reçus (hors Tirs au but)
- Pts= Points fictifs accumulés sur base de 3 pour une victoire et 1 pour un nul (si Tirs au but, points selon score après 120).
- Prol= nombre de fois qu'une rencontre eut une prolongation.
- TaB= nombre de fois que des "Tirs au but furent nécessaires.

## Personnalités du club

### Présidents
Au cours de son histoire, le club a été dirigé par quinze présidents différents.
| Rang | Nom                 | Période   |
| ---- | ------------------- | --------- |
| 1    | Llelyn Evan Thomas  | 1892-1893 |
| 2    | Herbert Debenham    | 1894      |
| 3    | Lewis Potter        | 1894-1895 |
| 4    | Edgard Flint        | 1895-1897 |
| 5    | F. Robyns           | 1897-1900 |
| 6    | Oscar W. Molkau     | 1900-1906 |
| 7    | Mr Nagels           | 1906      |
| 8    | François Verachtert | 1906-1908 |

| Rang | Nom                           | Période   |
| ---- | ----------------------------- | --------- |
| 9    | Henri Elebaers                | 1908-1928 |
| 10   | Alfred Verdyck & Robert Heinz | 1928-1929 |
| 11   | Henri Elebaers (2)            | 1929-1932 |
|      | Présidence vacante            | 1932-1934 |
| 12   | Fernand Collin                | 1934-1968 |
| 13   | Jos Lahou                     | 1968-1969 |
| 14   | Eddy Wauters                  | 1969-2012 |
| 15   | Jan Michel                    | 2012-     |

### Entraîneurs
De la saison 1919-1920 à la saison 2020-2021, cinquante-cinq entraîneurs différents se succèdent à la tête de l'Antwerp,.
| Rang | Nom                               | Période   |
| ---- | --------------------------------- | --------- |
| 1    | Alfred Verdyck                    | 1919-1930 |
| 2    | Viktor Löwenfeld (en)             | 1930-1932 |
| 3    | Jules Delausnay                   | 1932-1934 |
| 4    | John Less                         | 1934      |
| 5    | Ignace Molnar                     | 1934-1936 |
| 6    | Viktor Löwenfeld (en) (2)         | 1936-1938 |
| 7    | Gustaaf Pelsmaeker                | 1941-1944 |
| 8    | Gustaaf Pelsmaeker (2)            | 1945-1949 |
| 9    | J. De Clercq & R. Gedopt          | 1949-1953 |
| 10   | Harry Game                        | 1953-1960 |
| 11   | Viktor Havlicek                   | 1960-1961 |
| 12   | Karl Humenberger                  | 1961-1964 |
| 13   | G. Hofman & J. Fraipont           | 1964      |
| 14   | Hubert D'Hollander                | 1964-1965 |
| 15   | Harry Game (2)                    | 1965-1968 |
| 16   | Robert Maertens                   | 1968-1970 |
| 17   | Louis Cautreels                   | 1970-1971 |
| 18   | Pál Csernai                       | 1971-1972 |
| 19   | E. Wauters & D. Simons            | 1972      |
| 20   | Urbain Braems                     | 1972-1973 |
| 21   | Louis Wouters                     | 1973      |
| 22   | Guy Thys                          | 1973-1976 |
| 23   | Jef Vliers                        | 1976-1977 |
| 24   | Ladislav Novák                    | 1977-1979 |
| 25   | E. Wauters (2) & S. Van den Bergh | 1979      |

| Rang | Nom                        | Période   |
| ---- | -------------------------- | --------- |
| 26   | Dimitri Davidović          | 1980-1983 |
| 27   | Jean Dockx                 | 1983-1984 |
| 28   | Arie Haan                  | 1984-1985 |
| 29   | Léon Nollet                | 1985-1986 |
| 30   | Georg Kessler              | 1986-1989 |
| 31   | Dimitri Davidović (2)      | 1989-1991 |
| 32   | J. De Wit & D. Koekelcoren | 1991      |
| 33   | Walter Meeuws              | 1991-1993 |
| 34   | Urbain Haesaert            | 1993-1995 |
| 35   | Ratko Svilar               | 1995      |
| 36   | László Fazekas             | 1995-1996 |
| 37   | Ratko Svilar (2)           | 1996      |
| 38   | Georg Kessler (2)          | 1996-1998 |
| 39   | Ratko Svilar (3)           | 1998      |
| 40   | Regi Van Acker             | 1998-2001 |
| 41   | Wim De Coninck             | 2001-2002 |
| 42   | Henk Houwaart              | 2002-2003 |
| 43   | René Desaeyere             | 2003      |
| 44   | Dojčin Perazić             | 2003-2004 |
| 45   | Marc Grosjean              | 2004      |
| 46   | Jerko Tipurić              | 2004-2005 |
| 47   | Regi Van Acker (2)         | 2005-2006 |
| 48   | Warren Joyce               | 2006-2008 |
| 49   | Dimitri Davidović (3)      | 2008-2009 |
| 50   | Ratko Svilar (4)           | 2009      |

| Rang | Nom                     | Période   |
| ---- | ----------------------- | --------- |
| 51   | Colin Andrews           | 2009-2010 |
| 52   | Bart De Roover          | 2010-2011 |
| 53   | Bart Wilmssen           | 2011-2012 |
| 54   | Dennis van Wijk         | 2012-2013 |
| 55   | Jimmy Floyd Hasselbaink | 2013-2014 |
| 56   | Richard Stricker        | 2014-2015 |
| 57   | David Gevaert           | 2015-2016 |
| 58   | Frederik Vanderbiest    | 2016      |
| 59   | David Gevaert (2)       | 2016      |
| 60   | Wim De Decker           | 2016-2017 |
| 61   | László Bölöni           | 2017-2020 |
| 62   | Ivan Leko               | 2020      |
| 63   | Franky Vercauteren      | 2021      |
| 64   | Brian Priske            | 2021-2022 |
| 65   | Mark van Bommel         | 2022-2024 |
| 66   | Jonas De Roeck          | 2024-2025 |
| 67   | Andries Ulderink        | 2025      |
| 68   | Stef Wils               | 2025-     |

### Anciens joueurs
- Hans-Peter Lehnhof
- Fraizer Campbell
- Sylvan Ebanks-Blake
- Thomas Heaton
- Ryan Shawcross
- Danny Simpson
- John Aloisi
- Alfred Riedl
- Joseph Augustus
- Désiré Bastin
- Nico Broeckaert
- Nico Claesen
- Theo Custers
- Alex Czerniatynski
- Albert Dehert
- René Desayere
- Patrick Goots
- Jos Heyligen
- Robert Maertens
- Francis Severeyns
- Rudy Smidts
- Louis Somers
- Joseph Van Beeck
- Roger Van Gool
- Leo Van Der Elst
- Marc Van Der Linden
- Wilfried Van Moer
- Eddy Wauters
- Seol Ki-hyeon
- Phil Bardsley
- Danny Higginbotham
- Giorgos Sideris
- Ibrahima Yattara
- László Fazekas
- Darron Gibson
- John O'Shea
- Craig Cathcart
- Jonny Evans
- Louis Pilot
- Dan Coe
- Andrei Ionescu
- Gabriel Perșa
- Zsolt Muzsnay
- Jan Poortvliet
- Berry van Aerle
- Louis van Gaal
- Frans van Rooij
- Dragan Jakovljević
- Stevan Stojanović
- Ratko Svilar
- Dieumerci Mbokani

## Structures du club

### Structures sportives

#### Stades
- 1880-1893 - Zones sablonneuses du Dock Nord puis Terrain de Manœuvres de Wilrijk.
- 1893-1895 - Berchem, Transvaalstraat.
- 1895-1897 - Zuremborg, au bout de la Lange Leemstraat, un terrain à côté du vélodrome.
- 1897-1903 - Zuremborg, terrain au centre du vélodrome.
- 1903-1906 - Kiel, Kruisstraat.
- 1906-1923 - Kiel, Broodstraat (ce stade sera employé pour le tournoi de football lors des JO d'Anvers en 1920).
- 1923-... Deurne, Stade du Bosuil

### Aspects juridiques et économiques

#### Transferts les plus coûteux
Les deux tableaux ci-dessous synthétisent les plus grosses ventes et achats de joueurs dans l'histoire du club anversois.
| Rang | Joueur                                 | Montant | Provenance                                    | Date                                              |
| 1er  | Alex Yi Karel D'Haene Didier Lamkel Zé | 1 M€    | Bruins d'UCLA KSV Waregem Chamois niortais FC | 1er juillet 2002 1er juillet 2000 24 juillet 2018 |
| ---- | -------------------------------------- | ------- | --------------------------------------------- | ------------------------------------------------- |
| 4e   | Nico Claesen                           | 850 k€  | Tottenham Hotspur FC                          | 1er août 1988                                     |
| 5e   | Jonathan Bolingi                       | 750 k€  | Standard de Liège                             | 1er juillet 2018                                  |

| Rang | Joueur                             | Montant | Destination                   | Date                              |
| 1er  | Karel D'Haene                      | 2,5 M€  | Trabzonspor                   | 9 juillet 2003                    |
| ---- | ---------------------------------- | ------- | ----------------------------- | --------------------------------- |
| 2e   | Darko Pivaljević                   | 1,5 M€  | 1. FC Cologne                 | 1er juillet 2000                  |
| 3e   | Alen Orman                         | 800 k€  | Hibernian FC                  | 1er juillet 2001                  |
| 5e   | Hans-Peter Lehnhoff Jonas De Roeck | 500 k€  | Bayer 04 Leverkusen Lierse SK | 1er juillet 1994 1er juillet 2001 |